# Бублик, Дмитрий Вячеславович
Дми́трий Вячесла́вович Бу́блик (укр. Дмитро В'ячеславович Бублик; 1989, Львов) — украинский военнослужащий, младший лейтенант, участник российско-украинской войны. Герой Украины (2022).

## Биография
Родился во Львове. С весны 2014 года принимает участие в боевых действиях на востоке Украины. 3 сентября 2014 года вместе со своим взводом воевал в районе города Счастье. С первых дней полномасштабного российского вторжения в Украину и до апреля 2022 года проявил умелые действия при обороне Луганщины. За время боёв силами его роты было уничтожено значительное количество личного состава и техники противника. 
По состоянию на октябрь 2023 года занимает должность командира взвода мотопехотного батальона 24-й отдельной механизированной бригады имени короля Данила.

## Награды
- Звание «Герой Украины» с удостоением ордена «Золотая Звезда» (11 декабря 2022) — за личное мужество и героизм, проявленные в защите государственного суверенитета и территориальной целостности Украины, верность военной присяге[2].